# Водриж
Водриж (словен. Vodriž) — поселення в общині Словень Градець, Регіон Корошка, Словенія. Висота над рівнем моря: 470,5 м.